# Форт Ири (Онтарио)
Форт Ири (енгл. Fort Erie) је градић у Канади у покрајини Онтарио. Према резултатима пописа 2011. у граду је живело 29.960 становника.

## Становништво
Према резултатима пописа становништва из 2011. у граду је живело 29.960 становника, што је за 0,1% више у односу на попис из 2006. када је регистровано 29.925 житеља.
| 2006.  | 2011.  |
| ------ | ------ |
| 29.925 | 29.960 |